# 4 Heures du Castellet 2015
Navigation
Édition précédente Édition suivante
Les 4 Heures du Castellet 2015, disputées le 6 septembre 2015 sur le circuit Paul-Ricard, sont la vingt-deuxième édition de cette course, la sixième sur un format de quatre heures, et la quatrième manche de l'European Le Mans Series 2015.

## Engagés
La liste officielle des engagés est composée de 27 voitures, dont 10 en LMP2, 4 en LMP3, 8 en LMGTE et 5 en GTC,.

## Course

### Classement de la course
Voici le classement provisoire au terme de la course.
- Les vainqueurs de chaque catégorie sont signalés par un fond jauni.
- Pour la colonne Pneus, il faut passer le curseur au-dessus du modèle pour connaître le manufacturier de pneumatiques.

| Pos  | Classe | no | Écurie                 | Pilotes                                                                   | Châssis                      | Pneus | Tours | Temps               |
| Pos  | Classe | no | Écurie                 | Pilotes                                                                   | Moteur                       | Pneus | Tours | Temps               |
| ---- | ------ | -- | ---------------------- | ------------------------------------------------------------------------- | ---------------------------- | ----- | ----- | ------------------- |
| 1    | LMP2   | 41 | Greaves Motorsport     | Gary Hirsch Jon Lancaster Björn Wirdheim                                  | Gibson 015S                  | D     | 123   | 4 h 01 min 29 s 450 |
| 1    | LMP2   | 41 | Greaves Motorsport     | Gary Hirsch Jon Lancaster Björn Wirdheim                                  | Nissan VK45DE 4.5 L V8 Atmo  | D     | 123   | 4 h 01 min 29 s 450 |
| 2    | LMP2   | 21 | AF Racing              | Mikhail Aleshin Kirill Ladygin Viktor Shaytar                             | BR Engineering BR01          | M     | 123   | + 5 s 169           |
| 2    | LMP2   | 21 | AF Racing              | Mikhail Aleshin Kirill Ladygin Viktor Shaytar                             | Nissan VK45DE 4.5 L V8 Atmo  | M     | 123   | + 5 s 169           |
| 3    | LMP2   | 38 | Jota Sport             | Simon Dolan Filipe Albuquerque Harry Tincknell                            | Gibson 015S                  | D     | 123   | + 14 s 710          |
| 3    | LMP2   | 38 | Jota Sport             | Simon Dolan Filipe Albuquerque Harry Tincknell                            | Nissan VK45DE 4.5 L V8 Atmo  | D     | 123   | + 14 s 710          |
| 4    | LMP2   | 20 | AF Racing              | Maurizio Mediani Nicolas Minassian David Markozov                         | BR Engineering BR01          | M     | 123   | + 1 min 00 s 880    |
| 4    | LMP2   | 20 | AF Racing              | Maurizio Mediani Nicolas Minassian David Markozov                         | Nissan VK45DE 4.5 L V8 Atmo  | M     | 123   | + 1 min 00 s 880    |
| 5    | LMP2   | 40 | Krohn Racing           | Tracy Krohn Niclas Jönsson Olivier Pla                                    | Ligier JS P2                 | M     | 122   | + 1 tour            |
| 5    | LMP2   | 40 | Krohn Racing           | Tracy Krohn Niclas Jönsson Olivier Pla                                    | Judd HK 3.6 L V8 Atmo        | M     | 122   | + 1 tour            |
| 6    | LMP2   | 46 | Thiriet par TDS Racing | Pierre Thiriet Ludovic Badey Tristan Gommendy                             | Oreca 05                     | D     | 122   | + 1 tour            |
| 6    | LMP2   | 46 | Thiriet par TDS Racing | Pierre Thiriet Ludovic Badey Tristan Gommendy                             | Nissan VK45DE 4.5 L V8 Atmo  | D     | 122   | + 1 tour            |
| 7    | LMP2   | 29 | Pegasus Racing         | Léo Roussel David Cheng                                                   | Morgan LMP2                  | M     | 121   | + 2 tours           |
| 7    | LMP2   | 29 | Pegasus Racing         | Léo Roussel David Cheng                                                   | Nissan VK45DE 4.5 L V8 Atmo  | M     | 121   | + 2 tours           |
| 8    | LMP2   | 25 | Algarve Pro Racing     | Michael Munemann James Winslow Andrea Roda                                | Ligier JS P2                 | D     | 121   | + 2 tours           |
| 8    | LMP2   | 25 | Algarve Pro Racing     | Michael Munemann James Winslow Andrea Roda                                | Nissan VK45DE 4.5 L V8 Atmo  | D     | 121   | + 2 tours           |
| 9    | LMGTE  | 60 | Formula Racing         | Johnny Laursen Mikkel Mac Andrea Rizzoli                                  | Ferrari 458 Italia GT2       | D     | 117   | + 6 tours           |
| 9    | LMGTE  | 60 | Formula Racing         | Johnny Laursen Mikkel Mac Andrea Rizzoli                                  | Ferrari 4.5 L V8 Atmo        | D     | 117   | + 6 tours           |
| 10   | LMGTE  | 52 | BMW Team Marc VDS      | Henry Hassid Jesse Krohn Andy Priaulx                                     | BMW Z4 GTE (en)              | D     | 116   | + 7 tours           |
| 10   | LMGTE  | 52 | BMW Team Marc VDS      | Henry Hassid Jesse Krohn Andy Priaulx                                     | BMW 4.4 L V8 Atmo            | D     | 116   | + 7 tours           |
| 11   | LMGTE  | 66 | JMW Motorsport         | Robert Smith Rory Butcher (en) Jonny Cocker                               | Ferrari 458 Italia GT2       | D     | 115   | + 8 tours           |
| 11   | LMGTE  | 66 | JMW Motorsport         | Robert Smith Rory Butcher (en) Jonny Cocker                               | Ferrari 4.5 L V8 Atmo        | D     | 115   | + 8 tours           |
| 12   | LMGTE  | 88 | Proton Competition     | Christian Ried Richard Lietz Marco Mapelli (en)                           | Porsche 911 RSR              | D     | 115   | + 8 tours           |
| 12   | LMGTE  | 88 | Proton Competition     | Christian Ried Richard Lietz Marco Mapelli (en)                           | Porsche 4.0 L Flat-6 Atmo    | D     | 115   | + 8 tours           |
| 13   | LMGTE  | 56 | AT Racing              | Alexander Talkanitsa, Jr. Alexander Talkanitsa, Sr. Alessandro Pier Guidi | Ferrari 458 Italia GT2       | D     | 115   | + 8 tours           |
| 13   | LMGTE  | 56 | AT Racing              | Alexander Talkanitsa, Jr. Alexander Talkanitsa, Sr. Alessandro Pier Guidi | Ferrari 4.5 L V8 Atmo        | D     | 115   | + 8 tours           |
| 14   | LMGTE  | 55 | AF Corse               | Duncan Cameron Matt Griffin Aaron Scott                                   | Ferrari 458 Italia GT2       | D     | 115   | + 8 tours           |
| 14   | LMGTE  | 55 | AF Corse               | Duncan Cameron Matt Griffin Aaron Scott                                   | Ferrari 4.5 L V8 Atmo        | D     | 115   | + 8 tours           |
| 15   | LMGTE  | 86 | Gulf Racing UK         | Michael Wainwright Adam Carroll Phil Keen                                 | Porsche 911 RSR              | D     | 115   | + 8 tours           |
| 15   | LMGTE  | 86 | Gulf Racing UK         | Michael Wainwright Adam Carroll Phil Keen                                 | Porsche 4.0 L Flat-6 Atmo    | D     | 115   | + 8 tours           |
| 16   | GTC    | 59 | TDS Racing             | Eric Dermont Dino Lunardi Franck Perera                                   | BMW Z4 GT3                   | D     | 113   | + 10 tours          |
| 16   | GTC    | 59 | TDS Racing             | Eric Dermont Dino Lunardi Franck Perera                                   | BMW 4.4 L V8 Atmo            | D     | 113   | + 10 tours          |
| 17   | LMP3   | 3  | Team LNT               | Chris Hoy Charlie Robertson                                               | Ginetta-Juno P3-15           | M     | 113   | + 10 tours          |
| 17   | LMP3   | 3  | Team LNT               | Chris Hoy Charlie Robertson                                               | Nissan VK50 5.0 L V8 Atmo    | M     | 113   | + 10 tours          |
| 18   | GTC    | 62 | AF Corse               | Thomas Flohr Francesco Castellacci Stuart Hall                            | Ferrari 458 Italia GT3       | D     | 113   | + 10 tours          |
| 18   | GTC    | 62 | AF Corse               | Thomas Flohr Francesco Castellacci Stuart Hall                            | Ferrari 4.5 L V8 Atmo        | D     | 113   | + 10 tours          |
| 19   | LMP3   | 5  | Villorba Corse         | Roberto Lacorte Giorgio Sernagiotto                                       | Ginetta-Juno P3-15           | M     | 113   | + 10 tours          |
| 19   | LMP3   | 5  | Villorba Corse         | Roberto Lacorte Giorgio Sernagiotto                                       | Nissan VK50 5.0 L V8 Atmo    | M     | 113   | + 10 tours          |
| 20   | GTC    | 68 | Massive Motorsport     | Casper Elgaard Simon Møller Kristian Poulsen                              | Aston Martin V12 Vantage GT3 | D     | 112   | + 11 tours          |
| 20   | GTC    | 68 | Massive Motorsport     | Casper Elgaard Simon Møller Kristian Poulsen                              | Aston Martin 4.5 L V8 Atmo   | D     | 112   | + 11 tours          |
| 21   | GTC    | 64 | AF Corse               | Mads Rasmussen Adrien De Leener Francisco Guedes                          | Ferrari 458 Italia GT3       | D     | 112   | + 11 tours          |
| 21   | GTC    | 64 | AF Corse               | Mads Rasmussen Adrien De Leener Francisco Guedes                          | Ferrari 4.5 L V8 Atmo        | D     | 112   | + 11 tours          |
| 22   | LMP3   | 15 | SVK par Speed Factory  | Konstantīns Calko (en) Mirco van Oostrum Dainius Matijošaitis             | Ginetta-Juno P3-15           | M     | 112   | + 11 tours          |
| 22   | LMP3   | 15 | SVK par Speed Factory  | Konstantīns Calko (en) Mirco van Oostrum Dainius Matijošaitis             | Nissan VK50 5.0 L V8 Atmo    | M     | 112   | + 11 tours          |
| Abd. | LMP2   | 33 | Eurasia Motorsport     | Nick de Bruijn Richard Bradley                                            | Oreca 03R                    | D     | 114   |                     |
| Abd. | LMP2   | 33 | Eurasia Motorsport     | Nick de Bruijn Richard Bradley                                            | Nissan VK45DE 4.5 L V8 Atmo  | D     | 114   |                     |
| Abd. | LMGTE  | 51 | AF Corse               | Peter Mann Andrea Bertolini Matteo Cressoni                               | Ferrari 458 Italia GT2       | D     | 110   |                     |
| Abd. | LMGTE  | 51 | AF Corse               | Peter Mann Andrea Bertolini Matteo Cressoni                               | Ferrari 4.5 L V8 Atmo        | D     | 110   |                     |
| Abd. | LMP2   | 48 | Murphy Prototypes      | Michael Lyons Nathanaël Berthon Mark Patterson                            | Oreca 03R                    | D     | 61    |                     |
| Abd. | LMP2   | 48 | Murphy Prototypes      | Michael Lyons Nathanaël Berthon Mark Patterson                            | Nissan VK45DE 4.5 L V8 Atmo  | D     | 61    |                     |
| Abd. | GTC    | 63 | AF Corse               | Marco Cioci Ilya Melnikov Giorgio Roda                                    | Ferrari 458 Italia GT3       | D     | 61    |                     |
| Abd. | GTC    | 63 | AF Corse               | Marco Cioci Ilya Melnikov Giorgio Roda                                    | Ferrari 4.5 L V8 Atmo        | D     | 61    |                     |
| Abd. | LMP3   | 2  | Team LNT               | Michael Simpson Gaëtan Paletou                                            | Ginetta-Juno P3-15           | M     | 32    |                     |
| Abd. | LMP3   | 2  | Team LNT               | Michael Simpson Gaëtan Paletou                                            | Nissan VK50 5.0 L V8 Atmo    | M     | 32    |                     |

## Pole position et record du tour
- Pole position : Harry Tincknell sur n°38 Jota Sport en 1 min 46 s 17
- Meilleur tour en course : Mikhail Aleshin sur n°21 AF Racing en 1 min 49 s 769 au 2e tour.

## Tours en tête
Tours en tête
- no 21 BR Engineering BR01 - AF Racing : 42 tours (1-23 / 26-44)
- no 20 BR Engineering BR01 - AF Racing : 1 tour (24)
- no 38 Gibson 015S - Jota Sport : 36 tours (25 / 45 / 87-98 / 102-123)
- no 41 Gibson 015S - Greaves Motorsport : 7 tours (46-49 / 99-101)
- no 46 Oreca - Thiriet par TDS Racing : 37 tours (50-86)

## À noter
- Longueur du circuit : 5,791 km
- Distance parcourue par les vainqueurs : 723,870 km